# Keteldal

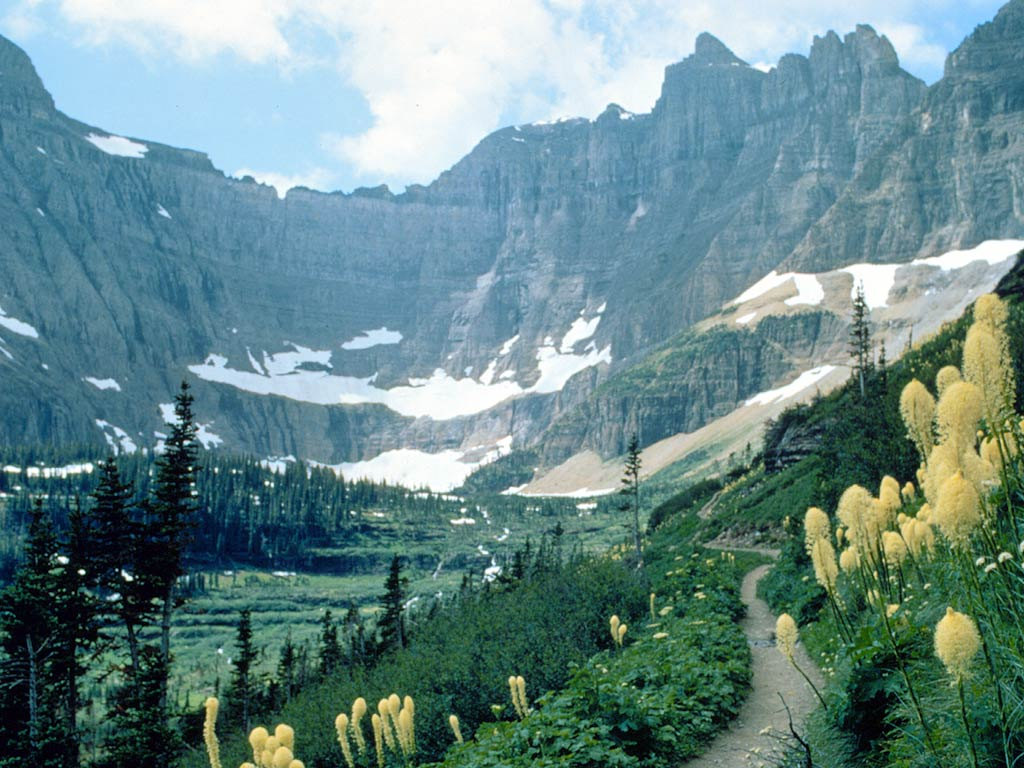
Iceberg Cirque

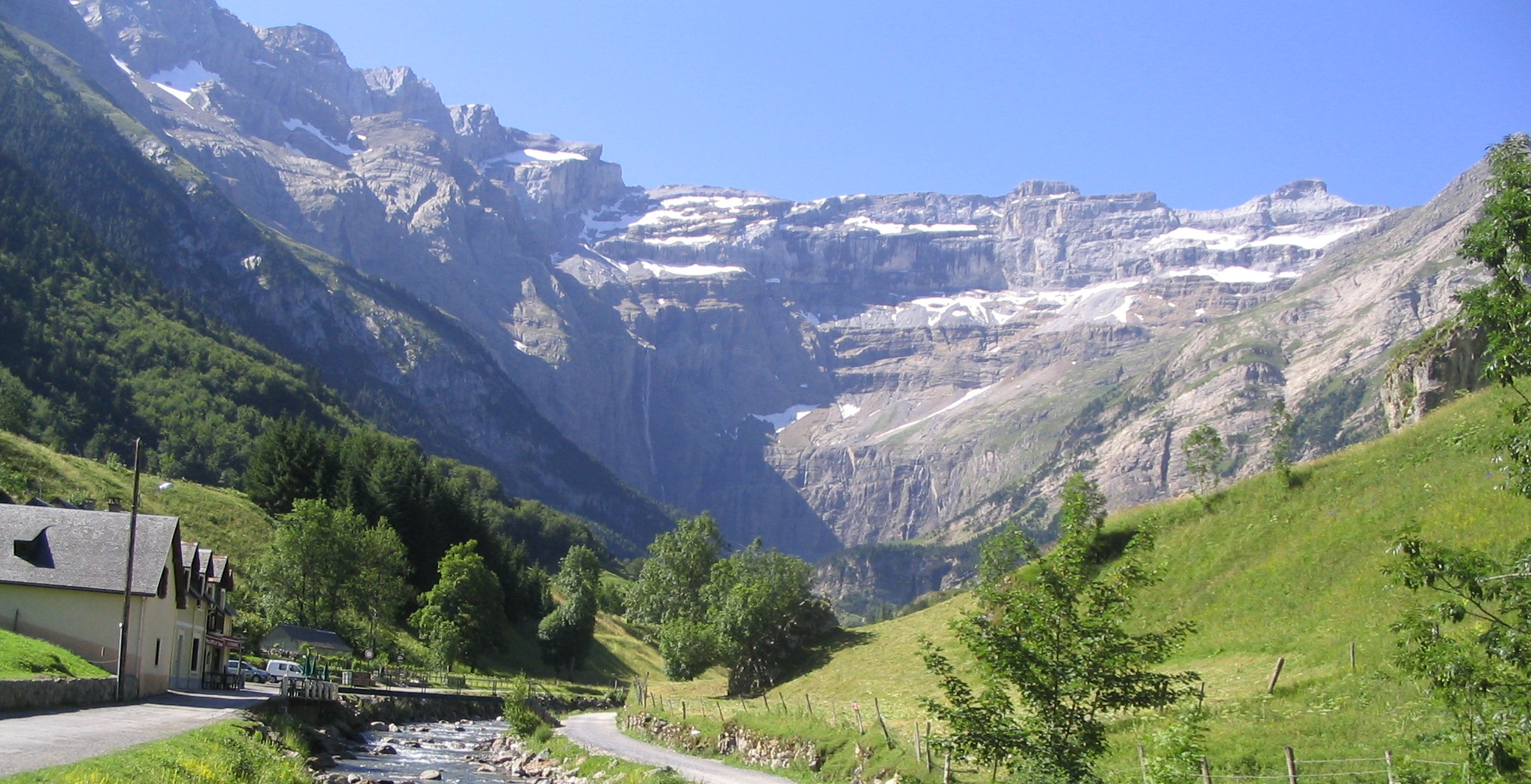
Cirque de Gavarnie

Een keteldal, kaar, cirque of firnbekken (indien nog gevuld met sneeuw/ijs/firn) is een half cirkelvormige vallei gevormd door de erosie die door een gletsjer wordt veroorzaakt.
Een keteldal kan tot een vierkante kilometer groot worden en bevindt zich op een berghelling, met aan drie zijden kliffen. Er kan zich een meer bevinden in de ketel, die aan de vierde zijde wordt afgegrensd door harde rots of door een morene, een soort dam van door de gletsjer voortgeduwd puin.
Een keteldal vormt zich voornamelijk op beschutte hellingen waar weinig zon komt, zodat sneeuw zich kan ophopen. Als gevolg van het bevriezen en ontdooien van water in scheuren (vorstverwering) en door de schurende werking van de gletsjer met puin erodeert het deel van de helling waar de gletsjer zich bevindt. Zo kan een komvormig keteldal ontstaan. Het keteldal wordt groter wanneer de drie klifwanden verder eroderen.
Wanneer twee naast elkaar gelegen keteldalen naar elkaar toe eroderen, ontstaat een arête, of smalle bergkam. Wanneer drie of meer keteldalen naar elkaar toe eroderen, ontstaat een piek of horn. De Matterhorn in de Alpen is een voorbeeld van zo'n piek.

## Bekende keteldalen
- Cirque de Gavarnie, Frankrijk
- Blue Lake Cirque, New South Wales, Australië
- Iceberg Cirque, Montana, Verenigde Staten
- Cirque de Navacelles, Frankrijk
- Cirque du Fer-à-Cheval, Frankrijk
- Cirque of the Towers, Wyoming, Verenigde Staten
- Tuckerman Ravine, New Hampshire, Verenigde Staten
- Śnieżne Kotły, Reuzengebergte, Polen
- Chandra Taal, Himachal Pradesh, India